# Les Étangs
Les Étangs és un municipi francès, situat al departament del Mosel·la i a la regió del Gran Est. L'any 2007 tenia 407 habitants.

## Demografia

### Població
El 2007 la població de fet de Les Étangs era de 407 persones. Hi havia 144 famílies, de les quals 27 eren unipersonals (12 homes vivint sols i 15 dones vivint soles), 43 parelles sense fills, 66 parelles amb fills i 8 famílies monoparentals amb fills.
La població ha evolucionat segons el següent gràfic:
Habitants censats

### Habitatges
El 2007 hi havia 150 habitatges, 146 eren l'habitatge principal de la família i 4 estaven desocupats. 135 eren cases i 15 eren apartaments. Dels 146 habitatges principals, 135 estaven ocupats pels seus propietaris, 9 estaven llogats i ocupats pels llogaters i 3 estaven cedits a títol gratuït; 1 tenia dues cambres, 9 en tenien tres, 26 en tenien quatre i 110 en tenien cinc o més. 127 habitatges disposaven pel capbaix d'una plaça de pàrquing. A 52 habitatges hi havia un automòbil i a 86 n'hi havia dos o més.

### Piràmide de població
La piràmide de població per edats i sexe el 2009 era:
| Homes | Edats   | Dones |
| ----- | ------- | ----- |
| 0     | 95 o +  | 0     |
| 0     | 90 a 94 | 0     |
| 0     | 85 a 89 | 0     |
| 0     | 80 a 84 | 0     |
| 0     | 75 a 79 | 0     |
| 0     | 70 a 74 | 12    |
| 24    | 65 a 69 | 8     |
| 4     | 60 a 64 | 16    |
| 4     | 55 a 59 | 0     |
| 12    | 50 a 54 | 8     |
| 12    | 45 a 49 | 20    |
| 20    | 40 a 44 | 12    |
| 12    | 35 a 39 | 12    |
| 8     | 30 a 34 | 12    |
| 4     | 25 a 29 | 4     |
| 8     | 20 a 24 | 16    |
| 8     | 15 a 19 | 12    |
| 20    | 10 a 14 | 20    |
| 16    | 5 a 9   | 8     |
| 8     | 0 a 4   | 4     |

## Economia
El 2007 la població en edat de treballar era de 266 persones, 213 eren actives i 53 eren inactives. De les 213 persones actives 200 estaven ocupades (105 homes i 95 dones) i 14 estaven aturades (6 homes i 8 dones). De les 53 persones inactives 13 estaven jubilades, 22 estaven estudiant i 18 estaven classificades com a «altres inactius».

### Ingressos
El 2009 a Les Étangs hi havia 147 unitats fiscals que integraven 400,5 persones, la mediana anual d'ingressos fiscals per persona era de 23.082 €.

### Activitats econòmiques
Dels 15 establiments que hi havia el 2007, 1 era d'una empresa de fabricació d'altres productes industrials, 2 d'empreses de construcció, 6 d'empreses de comerç i reparació d'automòbils, 1 d'una empresa de transport, 1 d'una empresa d'hostatgeria i restauració, 1 d'una empresa d'informació i comunicació, 1 d'una entitat de l'administració pública i 2 d'empreses classificades com a «altres activitats de serveis».
Dels 2 establiments de servei als particulars que hi havia el 2009, 1 era una lampisteria i 1 empresa de construcció.
L'únic establiment comercial que hi havia el 2009 era una botiga d'equipament de la llar.
L'any 2000 a Les Étangs hi havia 3 explotacions agrícoles.

## Equipaments sanitaris i escolars
El 2009 hi havia una escola elemental.

## Poblacions més properes
El següent diagrama mostra les poblacions més properes.